# 佐藤哲夫
佐藤哲夫（1949年3月12日—2025年6月11日），福岛县出身，是一名日本前排球运动员。他在1968年夏季奥林匹克运动会中，参加了男子排球比赛并获得银牌。他也参加了1970年和1974年亚洲运动会。